# Ladyn
| System                        | Oddział  | Piętro    | Wiek (mln lat) |
| ----------------------------- | -------- | --------- | -------------- |
| Jura                          | wczesna  | Hettang   | młodsze        |
| Trias                         | Górny    | Retyk     | 201,3–208,5    |
| Trias                         | Górny    | Noryk     | 208,5–227,0    |
| Trias                         | Górny    | Karnik    | 227,0–237,0    |
| Trias                         | Środkowy | Ladyn     | 237,0–242,0    |
| Trias                         | Środkowy | Anizyk    | 242,0–247,2    |
| Trias                         | Dolny    | Olenek    | 247,2–251,2    |
| Trias                         | Dolny    | Ind       | 251,2–251,902  |
| Perm                          | Loping   | Czangsing | starsze        |
| Podział według ICS, luty 2017 |          |           |                |

Ladyn – w stratygrafii piętro środkowego triasu w eratemie mezozoicznym trwające w zależności od przyjmowanego podziału triasu od około 5 do ok. 9 milionów lat. Do 2012 roku Międzynarodowa Komisja Stratygrafii przyjmowała, że ladyn rozpoczął się 237 ± 2,0 milionów lat temu a zakończył ok. 228,7 mln lat temu; w roku 2013 Komisja poprawiła datowanie na ok. 242–237 milionów lat temu. Młodsze piętro od anizyku a starsze od karniku.

## Fauna ladynu

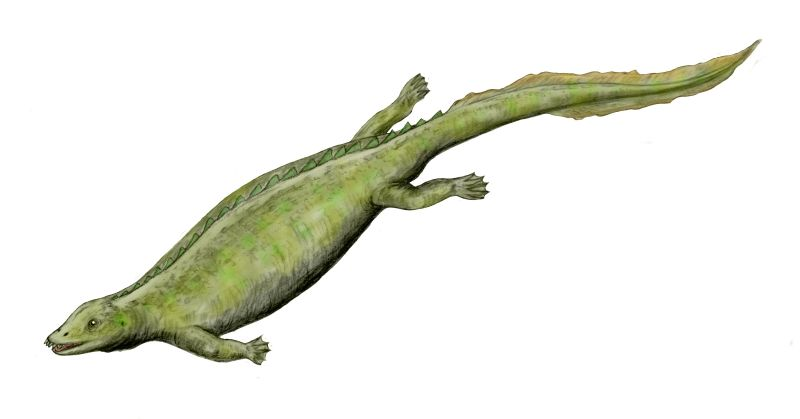
Paraplacodus broili

### Terapsydy
- Exaeretodon – cynodon; Brazylia, w innych piętrach także Indie i Argentyna

### Ornithodira
- Lagozuch – Lagosuchidae; Argentyna

### Plakodonty
- Cyamodus – Cyamodontoidea; Niemcy
- Paraplakodus – Paraplacodontidae; północne Włochy

### Hybodonty
- Hybodus Belgia